# Friedrich Notter

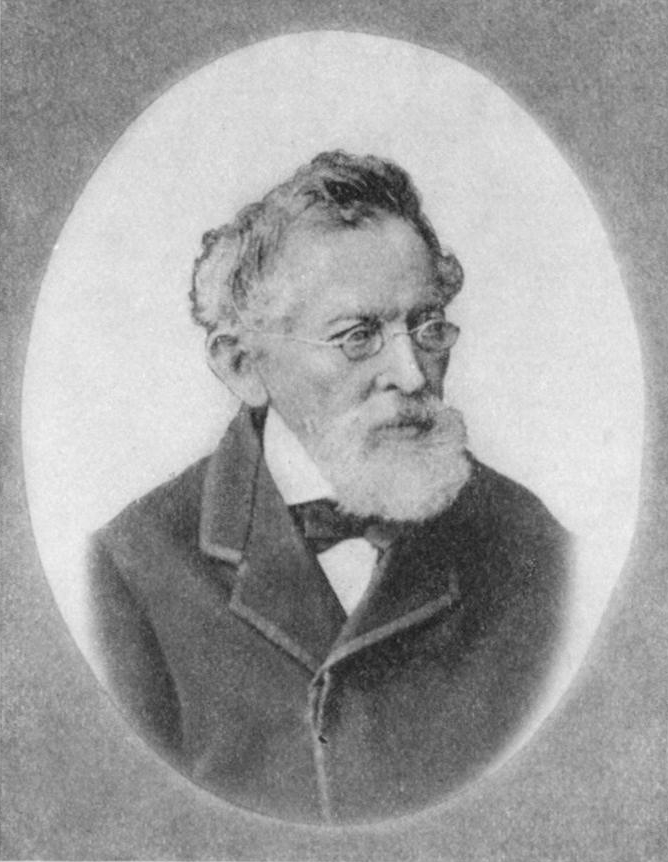
Porträt von Friedrich Notter

Friedrich Notter, ab 1881 von Notter (* 23. April 1801 in Ludwigsburg; † 15. Februar 1884 in Stuttgart) war ein deutscher Schriftsteller und Reichstagsabgeordneter.

## Leben und Karriere
Sein Vater war der württembergischer Hauptmann Friedrich Jakob Notter, seine Mutter die Tochter eines Obersten von Naso. Sein Großvater war der Bankier Johann Martin Notter. Die Familie wohnte in Stuttgart und auf ihrem Gut, dem Bergheimer Hof, wo Friedrich Notter später das von Ludwig von Zanth entworfene Berkheimer Schlössle errichten ließ. Nach dem Tod des Vaters 1812 ließ sich die Familie 1815 dauernd in Stuttgart nieder. Notter besuchte dort das Gymnasium und studierte ab 1819 an der Universität Tübingen zuerst Rechtswissenschaft, seit 1822 Medizin. Während seines Studiums wurde er 1819 Mitglied der Alten Tübinger Burschenschaft Germania. 1827 zum Dr. med. promoviert, beschloss er, Schriftsteller zu werden. Er wurde 1829 in der Zeitschrift „Ausland“ in München als zweiter Redakteur angestellt. Nachdem er diese Tätigkeit aufgab, lebte er wieder in Stuttgart und heiratete 1834 Charlotte geb. Theobald, die Tochter des Generals Joseph von Theobald. Sie starb 1850 kinderlos, 1854 heiratete er Caroline Schmidlin, geb. Faber. Mit dieser hatte Notter einen Sohn, der 1882 starb. Notters Stiefsohn, der spätere Regierungspräsident Albert von Schmidlin, wuchs im Haushalt auf.

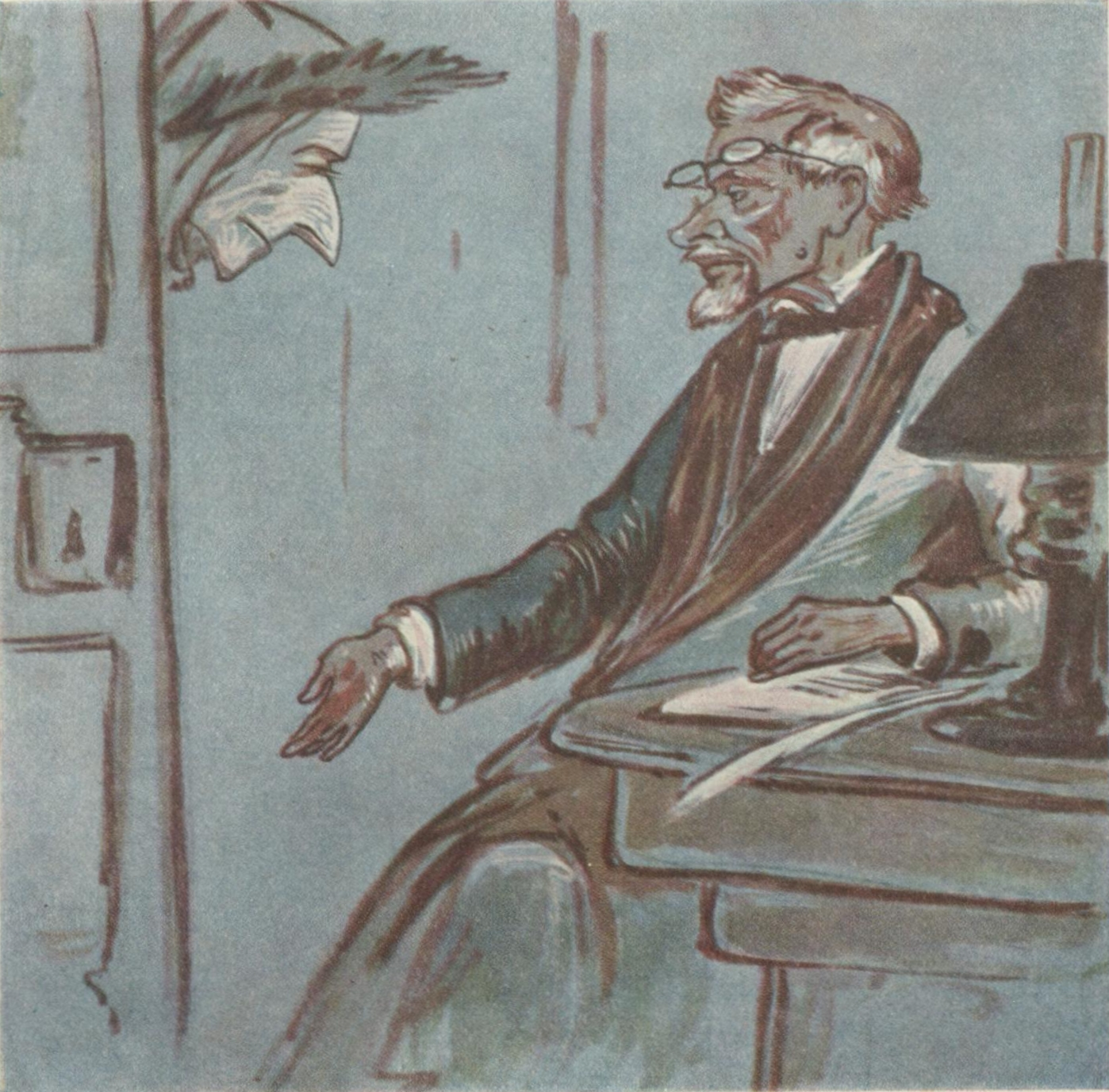
Friedrich Notter, Karikatur von Unbekannt. Aus dem Album der Stuttgarter Künstlergesellschaft „Das Strahlende Bergwerk“, deren Mitglied er war.

Politisch tätig war er als Abgeordneter der Zweiten württembergischen Ständekammer im Landtag von 1848 bis 1849, in der dritten verfassungsberatenden Landesversammlung von 1850 und im Landtag von 1851 bis 1855, sowie als Reichstagsabgeordneter für den Wahlkreis Württemberg 9 (Balingen, Rottweil, Spaichingen, Tuttlingen) in der ersten Legislaturperiode von 1871 bis 1873. Er gehörte in beiden Körperschaften der gemäßigt liberalen (im Reichstag der nationalliberalen) Partei an. Neben seiner Tätigkeit als Schriftsteller trat er vor allem als Übersetzer hervor, sein Hauptwerk war die Übersetzung von Dantes Göttlicher Komödie.

## Veröffentlichungen (Auswahl)
- Dante Alighieri. Schweizerbart, Stuttgart 1861.
- Ludwig Uhland, sein Leben und seine Dichtungen mit zahlreichen ungedruckten Poesien aus dessen Nachlaß und einer Auswahl von Briefen. Metzler, Stuttgart 1863.
- Die Johanniter. Schauspiel in fünf Aufzügen. Cotta, Stuttgart 1865.
- Gott und Seele. Stimmen der Völker und Zeiten. Hrsg. von Carl Beck. Spemann, Berlin 1885.

- Eduard Mörike und andere Essays. Hrsg. von Walter Hagen (= Turmhahn-Bücherei, N.F., Bd. 8). Schiller-Nationalmuseum, Marbach a. N. 1966.